# Nvidia Tesla
Nvidia Tesla — лінія продуктів Nvidia, націлена на графічні процесори багатопотокового оброблення даних або загального призначення (GPGPU) та названа на честь новатора-інженера-електрика Ніколи Тесли. Її продукти почали використовувати ГП з серії G80 та продовжували супроводжувати випуск нових чипів. Вони програмуються з використанням API CUDA чи OpenCL.
Лінія продуктів Nvidia Tesla змагалася з лініями карт глибокого навчання та ГП AMD Radeon Instinct та Intel Xeon Phi.
Nvidia залишила бренд Tesla у травні 2020 року, як повідомляється, через потенційну плутанину з брендом автівок. Її нові ГП брендовані ГП Nvidia для дата-центру, як у ГП Ampere A100.

## Огляд

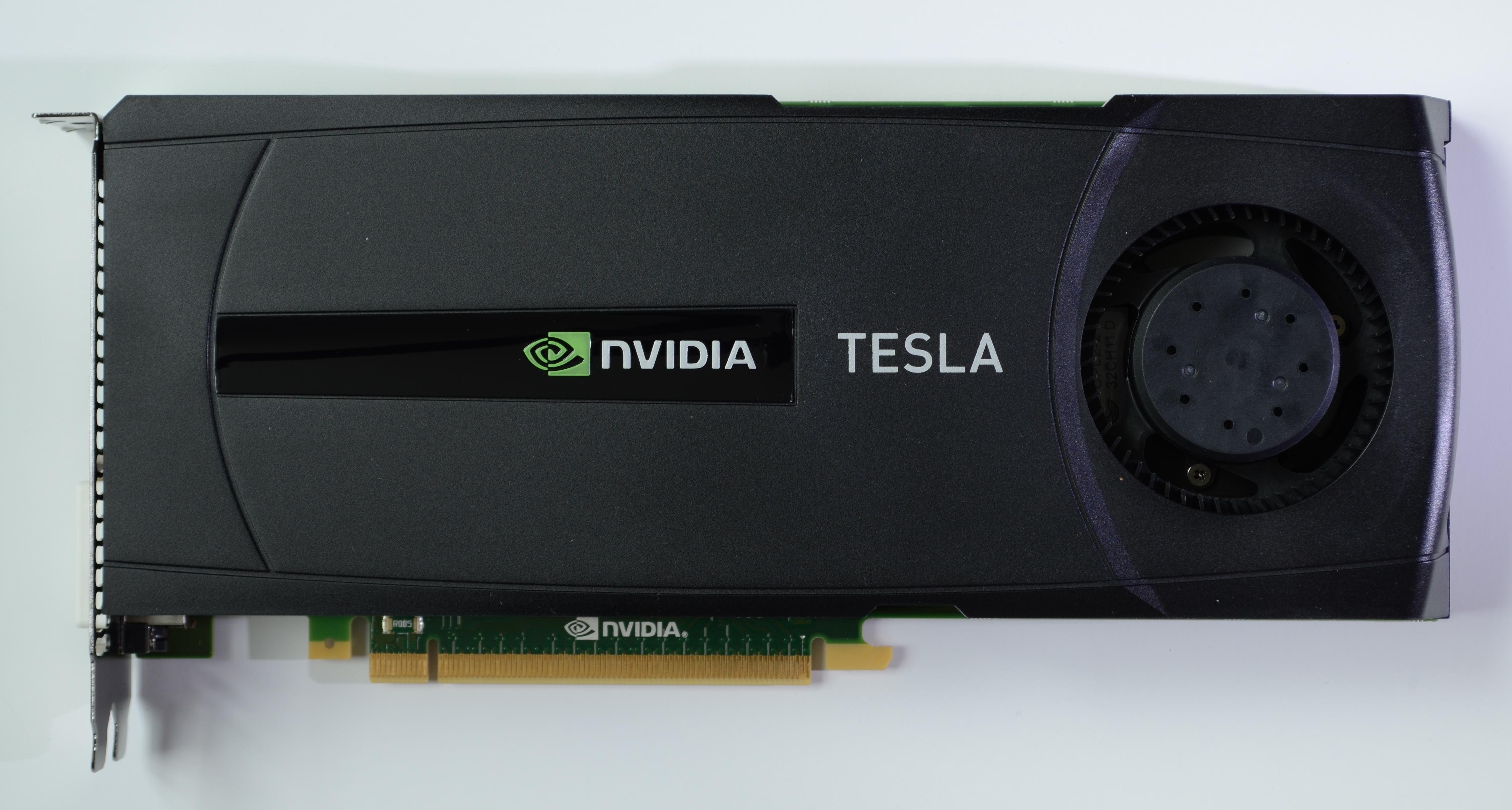
Nvidia Tesla C2075

Пропонуючи набагато більші обчислювальні потужності за традиційні мікропроцесори, продукти Tesla націлені на ринок високопродуктивних обчислень. Станом на  2012 рік, Nvidia Teslas живить деякі з найшвидших суперкомп'ютерів світу, включно з Summit у Національній лабораторії Оук-Ридж і Тяньхе-1А в Тяньцзіні, Китай.
Продуктивність подвійної точності карт Tesla вчетверо перевищує подібну продуктивність одинарної точності карт Nvidia GeForce на основі Fermi. На відміну від споживацьких карт Nvidia GeForce і професійних — Nvidia Quadro, карти Tesla спочатку були нездатні виводити зображення на дисплей. Однак, останні продукти Tesla класу C містили один порт Dual-Link DVI.
Як частина Project Denver, Nvidia має намір вбудувати процесорні ядра ARMv8 у свої ГП. Це буде 64-бітним продовженням 32-бітних чипів Tegra.
Tesla P100 використовує 16-нанометрову технологію виробництва напівпровідників FinFET компанії TSMC, яка просунутіша за 28-нанометровий процес, який раніше використовували ГП AMD і Nvidia протягом 2012—2016 року. P100 також використовує пам'ять Samsung HBM2.

## Застосування
Продукти Tesla переважно використовуються в симуляціях, великомасштабних обчисленнях (особливо з рухомою комою), а також для генерації високоякісних зображень для професійних і наукових галузей.
2013 року оборонна промисловість припадала на менш, ніж одну шосту продажів Tesla, але Суміт Ґупта передбачив зростання продажів на ринку геопросторової розвідки.

## Специфікації
Шаблон:Nvidia Tesla